# Lužarji
Lužarji – wieś w Słowenii, w gminie Velike Lašče. W 2018 roku liczyła 16 mieszkańców.